# San Marino al Festival d'Eurovisió de Joves Músics
San Marino va participar dos vegades al Festival d'Eurovisió de Joves Músics, va debutar per primera vegada el any 2016.

## Participacions
Llegenda
| Any                                   | Seu      | Artista              | Instrument | Final                | Semifinal                 |
| ------------------------------------- | -------- | -------------------- | ---------- | -------------------- | ------------------------- |
| 2016                                  | Colònia  | Francesco Stefanelli | Violoncel  | -                    | No va haver-hi semifinals |
| 2018                                  | Edimburg | Francesco Stefanelli | Violoncel  | No es va classificar | -                         |
| No hi va participar entre 2020 i 2022 |          |                      |            |                      |                           |